# Засенко Олексій Єлисейович
Олексі́й (Олекса) Єлисе́йович Засенко (21 вересня (4 жовтня) 1907, Любарці, Переяславський повіт, Полтавська губернія — 13 травня 1993) — український літературознавець, критик, письменник, перекладач, доктор філологічних наук (з 1963), професор (з 1965).
Член Комуністичної партії з 1942.

## Біографія
Народився 21 вересня (4 жовтня) 1907 року в с. Любарці, тепер Бориспільський район, Київська область, Україна. Закінчив філологічний факультет Київського університету (1934).
З 1935 працював в освітній сфері. Був викладачем Запорізького і Київського педагогічних інститутів. Дещо згодом — директором і головним редактором видавництва «Радянський письменник», а у 1947—1950 рр. завідував відділом Державного літературного видавництва УРСР (тепер має назву «Дніпро»).
Учасник Другої світової війни, пішов на фронт добровольцем. Має бойові нагороди: Орден Вітчизняної війни II ступеня, Орден Червоної Зірки, Медаль «За перемогу над Німеччиною у Великій Вітчизняній війні 1941—1945 рр.». Після війни з Японією та служби на Дальному Сході у 1947 році повернувся до Києва.
Був одружений з Галиною Бєлковською. Мав 2 синів: Петра Засенка та Юрія Олексйіовича Засенка, який більще 40 років працював в Держкомтелерадіо України, (нині Державний комітет телебачення і радіомовлення України).
Досліджував історію української літератури другої половини ХІХ — початку ХХ ст. У центрі наукових інтересів Засенка — питання взаємодії української літ-ри з іншими слов'янськими літературами.
У 1950—1973 рр. працював заступником директора, завідувачем відділу Інституту літератури ім. Т. Г. Шевченка АН УРСР. Згідно характеристик особової справи, завжди користувався повагою колег як експерт та наполегливий працівник, який вмів систематизувати інформацію та долучити її до фахових видань. Неодноразово був делегований у відповідні відрядження, для пошуку архівів українських діячів культури та літератури, зокрема до Чехословацької Республіки, з 18.11. по 18.12.1957 р. та до Польщі у 1959 р.
Він є автором книг про життя і творчий шлях письменників. Статус доктора філологічних наук він здобув завдяки захисту дисертації «Марко Вовчок. Життя, творчість, місце в історії літератури» (1963 року, а однойменну книгу випустив у 1964 р.).
Був заступником голови редакційної колегії колективного видання науковців Інституту літератури імені Тараса Шевченка АН УРСР «Історія української літератури. Том перший. Дожовтнева література», що вийшло в Києві в 1954 році.
Автор ліричних новел «Дорога в життя», сатиричної поеми «Гряде розплата», ряду літературно-критичних нарисів («Дорогі мої сучасники»), передмов до багатьох видань класиків української літератури (І. Франка, М. Павлика, Т. Бордуляка, Г. Хоткевича, В. Стефаника, О. Олеся, Н. Кобринської, Є. Ярошинської), нарисів та статей про А. Головка, О. Довженка, В. Сосюру, М. Рильського, С. Скляренка, М. Терещенка, О. Білецького, Л. Смілянського та ін.
Багато уваги науковець приділяв перекладам творів, зокрема: К. Рилєєва, В. Раєвського, М. Лермонтова, І. Крилова, М. Некрасова, А. Ісаакяна, К. Хетагурова, Я.Райніса, І. Вазова, Я. Неруди та ін.
У 1988 році за розробку наукових принципів, упорядкування, підготовку текстів Зібрання творів І. Франка у 50-ти томах, як вагомий внесок у літературну спадщину, Засенко Олексій Єлисейович став Лауреатом Державної премії України імені Т. Шевченка.
Пішов з життя 13 травня 1993 року в поважному віці 85 років.

## Твори
- «Марко Вовчок і зарубіжні літератури», Київ, 1959;
- «Літературно-критичні статті і нариси», Київ, 1962;
- «Марко Вовчок. Життя, творчість, місце в історії літератури» 1964;
- «Осип Маковій (Життя і творчість)», Київ, 1968;
- «Марко Черемшина. Життя і творчість», 2 вид., Київ, 1974.
- «Історія української літератури», Київ, 1954—1957 рр.(2 томи, співавторство),
- «Історія української літератури», Київ, 1967—1971 рр.(8 томів, співавторство),
- «Дорогі мої сучасники», Київ, 1983